# Phenacodus
Il fenacodo (gen. Phenacodus) è un mammifero estinto, appartenente al primitivo gruppo dei condilartri. Visse circa 55 milioni di anni fa, principalmente nell'Eocene inferiore, e i suoi resti sono stati rinvenuti in Nordamerica e in Europa.

## Un antenato dei cavalli?

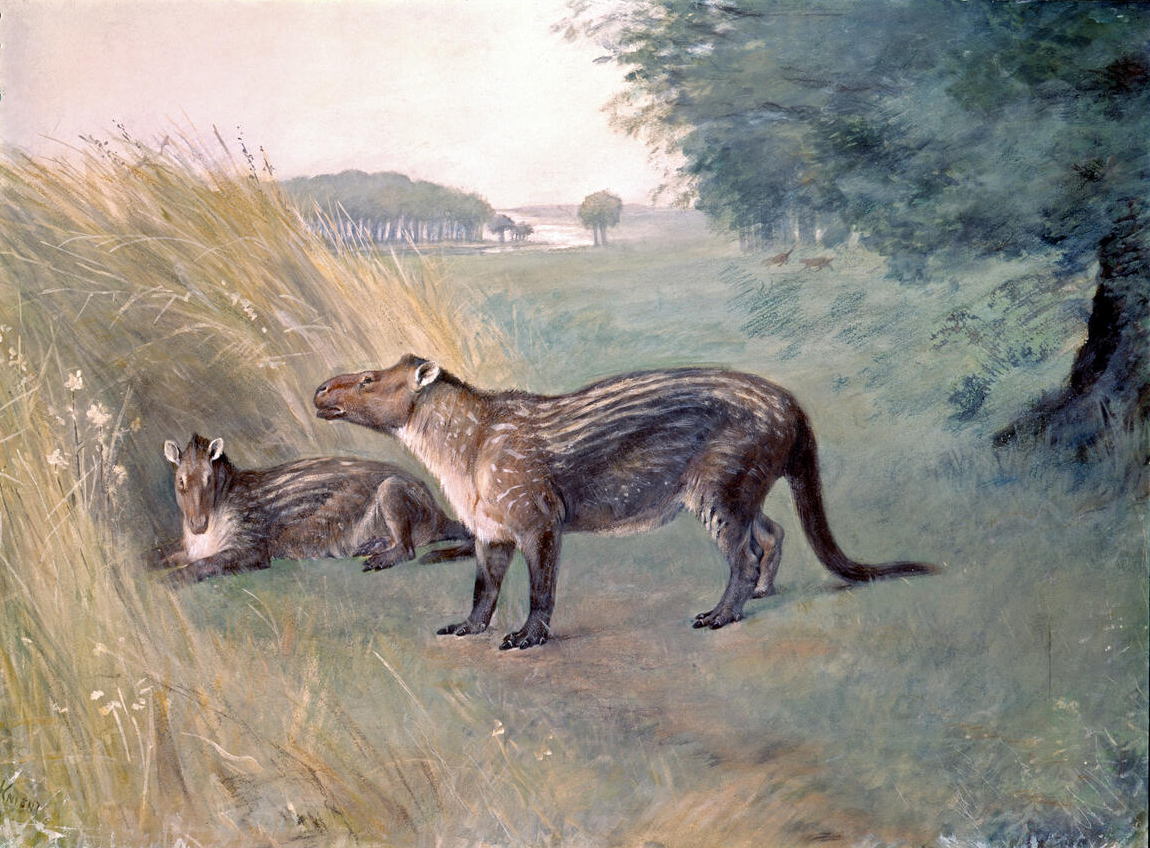
Ricostruzione di Phenacodus di Charles R. Knight

La specie più nota, Phenacodus primaevus, era un mammifero relativamente piccolo, lungo meno di un metro, di corporatura snella e con zampe dritte terminanti in cinque dita; il fenacodo era un animale digitigrado, e la zampa assomigliava vagamente a quella di un odierno tapiro. Il dito mediano era il più grande e il peso del corpo poggiava soprattutto su questo dito e i due adiacenti; questa condizione sembra anticipare la tridattilia tipica dei perissodattili e di altri gruppi di ungulati. Il cranio era piuttosto piccolo e dotato di un cervello minuto; la colonna vertebrale robusta e arcuata, insieme alla coda lunga e forte, pongono il fenacodo poco distante dalla linea evolutiva dei primitivi mammiferi carnivori dell'ordine dei creodonti. L'intera serie dei 44 denti era sviluppata; i molari superiori erano brachiodonti, ovvero a corona bassa, con sei lunghe cuspidi (due interne, due mediane e due esterne), tali da indicare la tipica struttura primitiva di tipo bunodonte. 

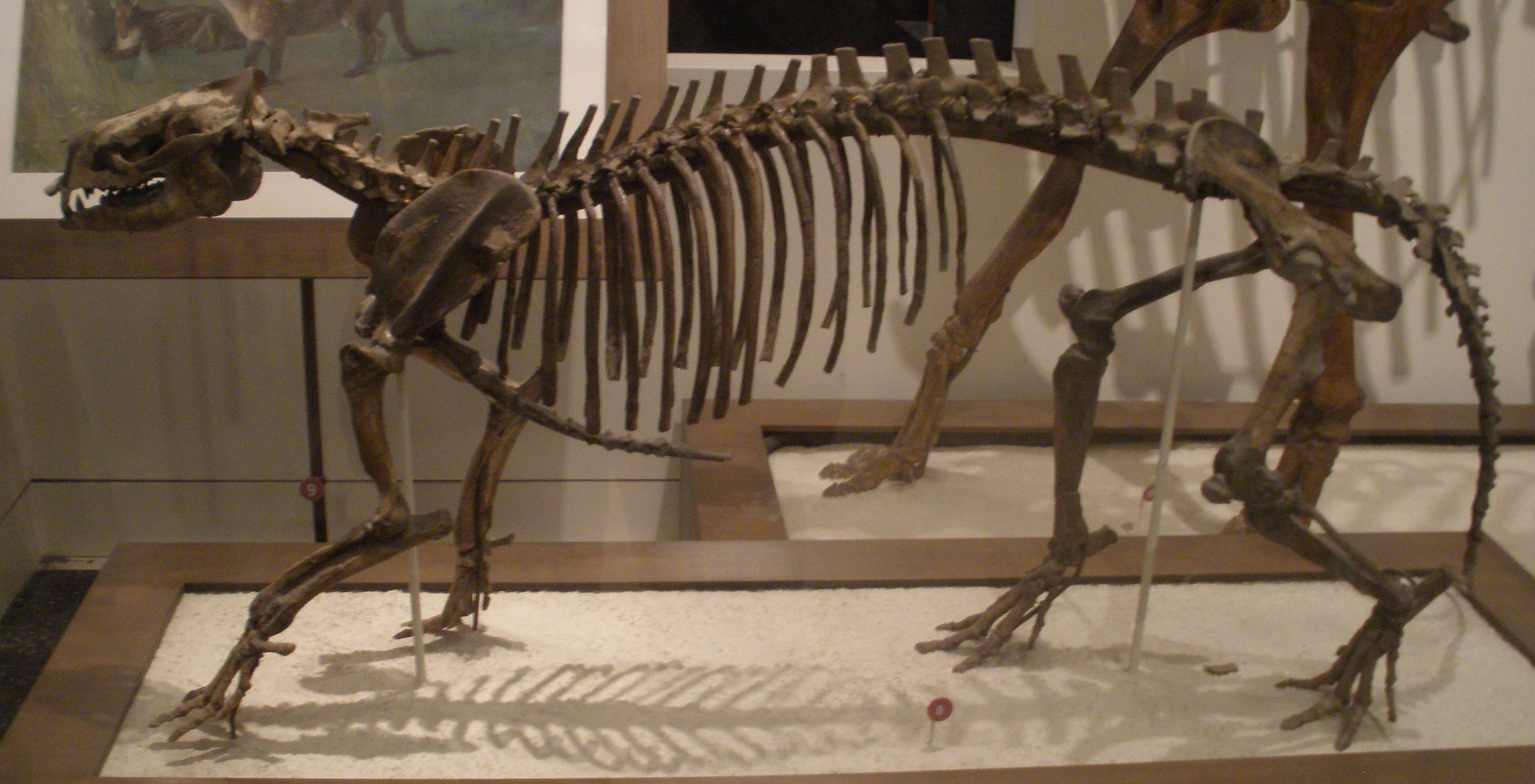
Scheletro di Phenacodus primaevus

## Parentele
Nel Paleocene inferiore, appena dopo la scomparsa dei dinosauri, visse un animale ancestrale al fenacodo, denominato Tetraclaenodon, dotato di estremità che erano una via di mezzo tra zoccoli e artigli; le due dita laterali erano anch'esse a supporto del peso del corpo. Per queste caratteristiche, sembra che Tetraclaenodon e Phenacodus possano essere collocati molto vicino al ramo evolutivo dei perissodattili, che da forme modeste come Sifrhippus si evolsero nei cavalli odierni.